# Gorilla in a Pink Mask
Gorilla in a Pink Mask é uma obra de arte do grafiteiro Banksy, localizada em Bristol, Reino Unido. Em 2011, foi coberta por tinta pelo centro cultural muçulmano Saeed Ahmed.

## História
Gorilla in a Pink Mask é um dos primeiros estêncis criados por Banksy. A obra exibe um gorila com uma máscara de cor rosa. O prédio onde foi pintada pertencia na época a um clube social, localizado em Eastville, Bristol, Inglaterra. A mesma ficou intacta por uma década.
Em 2011, o local foi adquirido pelo Saeed Ahmed, um centro cultural muçulmano. Em 15 de julho do mesmo ano, a parede foi totalmente repintada devido aos diversos grafites presentes, cobrindo assim a obra de Banksy. O Ahmed desculpou-se, e afirmou que desconheciam a importância da arte: "Não sabia que era valioso". Sucessivamente ela foi restaurada.